# Tephrocactus
Tephrocactus je rod kaktusov iz poddružine opuncijevk, ki vsebuje 7 vrst in nekaj podvrst. Kaktusi iz rodu Tepherocactus rastejo na visokih predelih Andov v Argentini provincah Chubut in Salta. V naravi so na splošno dokaj odporni proti zmrzali.
Prvi opis rodu Tephrocactus je zapisal francoski botanik Charles Antoine Lemaire leta 1868. 

## Izvor imena
Rodovno ime Tephrocactus izhaja iz grščine: tefra - pepel (zaradi sivih členkov pri nekaterih vrstah) in cactos - kaktus.

## Opis rastline
Stebla so členkasta, valjaste ali jajčaste oblike, sivo rjavkasto zelene barve. Korenine so vlaknaste. Velikost rastline je odvisna od vrste in je med 30 in 60 cm v višino, le redko do 100 cm. Mladi poganjki poženejo večinoma na vrhu ali tik pod vrhom segmentov. So redko razvejani, ker členki pogosto prehitro odpadejo. Odpadli členki se ukoreninijo, zato lahko tvorijo rastline velike skupine.
Iz areol izraščajo ščetine, glohide in bodice. Cvetovi so zvončaste oblike bele, rumene, rožnate ali rdeče barve, odvisno od vrste. Odpirajo se le pri dnevni sončni svetlobi. Plodovi so obdani z glohidami, redko tudi z bodicami. Semena so rumeno bele do rjave barve, različnih velikosti in bočno stisnjena.

## Vrste in varietete
- Tephrocactus aoracanthus
- Tephrocactus articulatus
- Tephrocactus atroviridis
- Tephrocactus blancii
- Tephrocactus dimorphus
- Tephrocactus floccosus
- Tephrocactus geometricus
- Tephrocactus glomeratus
- Tephrocactus lagopus
- Tephrocactus molinensis
- Tephrocactus ovatus
- Tephrocactus pentlandii
- Tephrocactus rauhii
- Tephrocactus strobiliformis
- Tephrocactus weberi

## Sinonimi
- Tephrocactus albiscoparius je sinonim od Cumulopuntia boliviana
- Tephrocactus alboareolatus je sinonim od Cumulopuntia zehnderi
- Tephrocactus alexanderi var. bruchii je sinonim od Tephrocactus alexanderi
- Tephrocactus andicolus je sinonim od Tephrocactus articulatus
- Tephrocactus aoracanthus var. pediophilus je sinonim od Tephrocactus aoracanthus
- Tephrocactus articulatus je sinonim od Tephrocactus articulatus var. syringacanthus
- Tephrocactus articulatus var. diadematus je sinonim od Tephrocactus articulatus var. diadematus
- Tephrocactus asplundii je sinonim od Cumulopuntia boliviana
- Tephrocactus atacamensis je sinonim od Maihueniopsis atacamensis
- Tephrocactus atacamensis var. chilensis je sinonim od Maihueniopsis camachoi
- Tephrocactus atroglobosus je sinonim od Maihueniopsis nigrispina
- Tephrocactus atroviridis je sinonim od Austrocylindropuntia floccosa
- Tephrocactus berteri je sinonim od Cumulopuntia sphaerica
- Tephrocactus bolivianus je sinonim od Cumulopuntia boliviana
- Tephrocactus bruchi je sinonim od Tephrocactus alexanderi
- Tephrocactus bruchii je sinonim od Tephrocactus alexanderi
- Tephrocactus camachoi je sinonim od Maihueniopsis camachoi
- Tephrocactus campestris je sinonim od Cumulopuntia sphaerica
- Tephrocactus chichensis je sinonim od Cumulopuntia chichensis
- Tephrocactus chilensis je sinonim od Maihueniopsis camachoi
- Tephrocactus coloreus je sinonim od Maihueniopsis colorea
- Tephrocactus conoideus je sinonim od Maihueniopsis glomerata
- Tephrocactus corotilla je sinonim od Cumulopuntia corotilla
- Tephrocactus corrugatus je sinonim od Tunilla corrugata
- Tephrocactus crassicylindricus je sinonim od Cumulopuntia crassicylindrica
- Tephrocactus crispicrinitus je sinonim od Austrocylindropuntia floccosa
- Tephrocactus cylindrarticulatus je sinonim od Cumulopuntia dactylifera
- Tephrocactus cylindrolanatus je sinonim od Austrocylindropuntia floccosa
- Tephrocactus dactyliferus je sinonim od Cumulopuntia dactylifera
- Tephrocactus darwinii je sinonim od Maihueniopsis darwinii
- Tephrocactus diadematus je sinonim od Tephrocactus articulatus var. diadematus
- Tephrocactus dimorphus je sinonim od Cumulopuntia sphaerica
- Tephrocactus dimorphus var. pseudorauppianus je sinonim od Cumulopuntia sphaerica
- Tephrocactus echinaceus je sinonim od Cumulopuntia boliviana
- Tephrocactus ferocior je sinonim od Cumulopuntia chichensis
- Tephrocactus floccosus je sinonim od Austrocylindropuntia floccosa
- Tephrocactus fulvicomus je sinonim od Cumulopuntia fulvicoma
- Tephrocactus glomeratus je sinonim od Maihueniopsis glomerata
- Tephrocactus glomeratus je sinonim od Tephrocactus articulatus
- Tephrocactus halophilus je sinonim od Tephrocactus alexanderi
- Tephrocactus heteromorphus je sinonim od Austrocylindropuntia vestita
- Tephrocactus hickeni je sinonim od Maihueniopsis darwinii
- Tephrocactus hirschii je sinonim od Austrocylindropuntia hirschii
- Tephrocactus hossei je sinonim od Tephrocactus aoracanthus
- Tephrocactus hypogaeus je sinonim od Maihueniopsis glomerata
- Tephrocactus ignescens je sinonim od Cumulopuntia ignescens
- Tephrocactus ignotus je sinonim od Cumulopuntia corotilla
- Tephrocactus kuehnrichianus je sinonim od Cumulopuntia sphaerica
- Tephrocactus lagopus je sinonim od Austrocylindropuntia lagopus
- Tephrocactus leoncito je sinonim od Maihueniopsis glomerata
- Tephrocactus malyanus je sinonim od Austrocylindropuntia lagopus
- Tephrocactus mandragora je sinonim od Maihueniopsis minuta
- Tephrocactus melanacanthus je sinonim od Cumulopuntia boliviana
- Tephrocactus microcladus je sinonim od Cumulopuntia rossiana
- Tephrocactus microsphaericus je sinonim od Tephrocactus alexanderi
- Tephrocactus minusculus je sinonim od Tunilla minuscula
- Tephrocactus minutus je sinonim od Maihueniopsis minuta
- Tephrocactus mirus je sinonim od Cumulopuntia sphaerica
- Tephrocactus mistiensis je sinonim od Cumulopuntia mistiensis
- Tephrocactus muellerianus je sinonim od Cumulopuntia sphaerica
- Tephrocactus multiareolatus je sinonim od Cumulopuntia sphaerica
- Tephrocactus neuquensis je sinonim od Maihueniopsis darwinii
- Tephrocactus nigrispinus je sinonim od Maihueniopsis nigrispina
- Tephrocactus noodtiae je sinonim od Cumulopuntia dactylifera
- Tephrocactus ovallei je sinonim od Maihueniopsis glomerata
- Tephrocactus ovatus je sinonim od Tephrocactus aoracanthus
- Tephrocactus ovatus je sinonim od Maihueniopsis ovata
- Tephrocactus paediophilus je sinonim od Tephrocactus aoracanthus
- Tephrocactus papyracanthus je sinonim od Tephrocactus articulatus var. papyracanthus
- Tephrocactus pentlandii je sinonim od Cumulopuntia pentlandii
- Tephrocactus pentlandii var. rossianus je sinonim od Cumulopuntia rossiana
- Tephrocactus platyacanthus je sinonim od Maihueniopsis darwinii
- Tephrocactus pseudorauppianus je sinonim od Cumulopuntia sphaerica
- Tephrocactus pseudo-udonis je sinonim od Austrocylindropuntia floccosa
- Tephrocactus punta-caillan je sinonim od Austrocylindropuntia punta-caillan
- Tephrocactus pyrrhacanthus je sinonim od Cumulopuntia pyrracantha
- Tephrocactus rarissimus je sinonim od Cumulopuntia pentlandii
- Tephrocactus rauhii je sinonim od Austrocylindropuntia floccosa
- Tephrocactus rauppianus je sinonim od Cumulopuntia sphaerica
- Tephrocactus reicheanus je sinonim od Maihueniopsis glomerata
- Tephrocactus riojanus je sinonim od Tephrocactus alexanderi
- Tephrocactus russellii je sinonim od Maihueniopsis ovata
- Tephrocactus setiger je sinonim od Tephrocactus weberi
- Tephrocactus silvestris je sinonim od Tunilla silvestris
- Tephrocactus sphaericus je sinonim od Cumulopuntia sphaerica
- Tephrocactus sphaericus var. rauppianus je sinonim od Cumulopuntia sphaerica
- Tephrocactus strobiliformis je sinonim od Tephrocactus articulatus
- Tephrocactus subinermis je sinonim od Cumulopuntia pentlandii
- Tephrocactus subterraneus je sinonim od Maihueniopsis subterranea
- Tephrocactus tarapacanus je sinonim od Maihueniopsis tarapacana
- Tephrocactus turpinii je sinonim od Tephrocactus articulatus
- Tephrocactus udonis je sinonim od Austrocylindropuntia floccosa
- Tephrocactus unguispinus je sinonim od Cumulopuntia unguispina
- Tephrocactus variiflorus je sinonim od Maihueniopsis subterranea
- Tephrocactus verticosus je sinonim od Austrocylindropuntia floccosa
- Tephrocactus wilkeanus je sinonim od Cumulopuntia pentlandii
- Tephrocactus yanganucensis je sinonim od Austrocylindropuntia yanganucensis
- Tephrocactus zehnderi je sinonim od Cumulopuntia zehnderi